# Freya perelegans
Freya perelegans är en spindelart som beskrevs av Simon 1902. Freya perelegans ingår i släktet Freya och familjen hoppspindlar. Inga underarter finns listade i Catalogue of Life.